# Український провулок (Мелітополь)
Український провулок — невеликий провулок в Мелітополі. Під прямим кутов відходить від Української вулиці недалеко від її перехрестя з вулицею Чкалова, повертає під прямим кутой, йде на південь паралельно Українській вулиці й закінчується глухим кутом. Забудований приватними будинками.

## Історія
Рішення про створення та найменування провулка було прийнято 20 вересня 1984 року. Провулок отримав назву Радянський, оскільки був відгалуженням Радянської вулиці (теперішня Українська).
В 2016 році в ході декомунізації і провулок, і сусідня вулиця були перейменовані на Українські.